# Copa serbo-montenegrina de bàsquet
La copa serbo-montenegrina de bàsquet, anomenada YUBA Kup, va ser la segona competició de basquetbol a la República Federal de Iugoslàvia i més tard de Sèrbia i Montenegro.
Amb la independència de Montenegro l'any 2006 la competició es dividí en dues de separades, la Copa sèrbia de bàsquet i la Copa montenegrina de bàsquet.

## Historial
| Temporada                                  | Campió                                     | Resultat                                   | Finalista                                  |
| Copa de la República Federal de Iugoslàvia | Copa de la República Federal de Iugoslàvia | Copa de la República Federal de Iugoslàvia | Copa de la República Federal de Iugoslàvia |
| ------------------------------------------ | ------------------------------------------ | ------------------------------------------ | ------------------------------------------ |
| 1992/93                                    | OKK Beograd                                | 104:91                                     | Partizan Beograd                           |
| 1993/94                                    | Partizan Beograd                           | 104:102                                    | Crvena zvezda Beograd                      |
| 1994/95                                    | Partizan Beograd                           | 84:81                                      | Spartak Subotica                           |
| 1995/96                                    | Budućnost Podgorica                        | 126:115                                    | Partizan Beograd                           |
| 1996/97                                    | FMP Železnik Beograd                       | 105:92                                     | Partizan Beograd                           |
| 1997/98                                    | Budućnost Podgorica                        | 78:71                                      | Beobanka Beograd                           |
| 1998/99                                    | Partizan Beograd                           | 80:69                                      | FMP Železnik Beograd                       |
| 1999/00                                    | Partizan Beograd                           | 79:66                                      | Zdravlje Leskovac                          |
| 2000/01                                    | Budućnost Podgorica                        | 87:72                                      | Partizan ICN Beograd                       |
| 2001/02                                    | Partizan ICN Beograd                       | 88:81                                      | Budućnost Podgorica                        |
| Copa de Sèrbia i Montenegro                |                                            |                                            |                                            |
| 2002/03                                    | FMP Železnik Beograd                       | 88:67                                      | Hemofarm Vršac                             |
| 2003/04                                    | Crvena zvezda Beograd                      | 91:89                                      | Reflex Beograd                             |
| 2004/05                                    | Reflex Beograd                             | 88:84                                      | Partizan Pivara MB Beograd                 |
| 2005/06                                    | Crvena zvezda Beograd                      | 80:65                                      | Hemofarm Vršac                             |

## Palmarès
| Club              | Campió | Finalista |
| ----------------- | ------ | --------- |
| Partizan          | 5      | 5         |
| KK FMP Železnik   | 3      | 2         |
| Budućnost         | 3      | 1         |
| Crvena zvezda     | 2      | 1         |
| OKK Beograd       | 1      | 0         |
| Hemofarm          | 0      | 2         |
| Spartak Subotica  | 0      | 1         |
| Beobanka Beograd  | 0      | 1         |
| Zdravlje Leskovac | 0      | 1         |